# Franco Zeffirelli
Franco Zeffirelli, ursprungligen Gianfranco Corsi, född 12 februari 1923 i Florens, död 15 juni 2019 i Rom, var en italiensk regissör, främst känd för sin filmproduktion. Zeffirelli arbetade även med opera, teater och television. Han är känd för sin filmatisering av Romeo och Julia (1968) och miniserien Jesus från Nasaret (1977). Åren 1994–2001 satt Zeffirelli i den italienska senaten för Silvio Berlusconis parti Forza Italia.

## Biografi
Franco Zeffirelli växte upp i Florens. Efter att ha stridit i andra världskriget studerade han konst och arkitektur vid Florens universitet och arbetade med regissörer som Vittorio De Sica, Roberto Rossellini och Luchino Visconti. Under 1960-talet gjorde han sig känd för sina uppsättningar av pjäser i London och New York, och snart överförde han sina idéer till bioduken.
Franco Zeffirelli var också en framträdande operaregissör sedan 1950-talet, i bland annat Italien och USA. Här kan nämnas hans uppsättning av Tosca på Royal Opera House i London med Maria Callas och Tito Gobbi och flera uppsättningar på Metropolitan i New York, såsom La bohème och Turandot.

## Filmografi i urval
- 1967 – Så tuktas en argbigga
- 1968 – Romeo och Julia
- 1972 – Broder Sol och syster Måne
- 1977 – Jesus från Nasaret (miniserie)
- 1979 – Utmaningen
- 1981 – Endless Love
- 1982 – La traviata
- 1986 – Otello
- 1990 – Hamlet
- 1996 – Jane Eyre
- 1999 – Tea with Mussolini
- 2002 – Callas Forever
- 2010 – Turandot från Verona

## Utmärkelser
- National Board of Review Award för bästa regi, för Romeo och Julia,  1968
- David di Donatello för bästa regissör, för Romeo och Julia,  1969
- Nastro d'Argento för bästa regi, för Romeo och Julia,  1969
- David di Donatello för bästa regissör, för Broder sol och syster måne,  1972
- Kommendör av Arts et Lettres-orden,  26 januari 1995[2]
- Kommendör av 1 klass av Brittiska imperieorden,  2004[3]
- Christopher Award
- Storofficer av Italienska republikens förtjänstorden
- Italiens guldmedalj för kultur- och konstförtjänst

[Redigera Wikidata]